# Oyonnax Rugby
Oyonnax Rugby – profesjonalna francuska drużyna rugby union z siedzibą w Oyonnax.

## Historia
Klub został założony 27 listopada 1909 roku kiedy założono Club Sportif d’Oyonnax, powstały z fuzji l’Union Sportive de Jules Verchère oraz l’Amicale Sportive d’Emile Ecuyer. W roku 1942 klub zmienił nazwę na obecną czyli l’Union Sportive Oyonnaxienne
Pierwszy raz klub dołączył do najwyższej ligi w sezonie 2013/14 przewodząc tabeli ligi Pro D2 przez prawie cały sezon.
W sezonie 2014/15 klub po raz pierwszy zakwalifikował się do fazy play-off zajmując 6. miejsce w tabeli. W tym samym sezonie klub zakwalifikował się po raz pierwszy do European Rugby Champions Cup.
W sezonie 2015/16 klub zajmuje ostatnie miejsce w tabeli oraz zostaje relegowany do ligi Pro D2 po trzech sezonach.
USO wróciło do elity po jednym sezonie (2016/17) w Pro D2.

## Stadion

Stade Charles Mathon

USO rozgrywa swoje mecze na stadionie Stade Charles-Mathon o pojemności 11 400 miejsc. Stadion wziął swoją nazwę od lidera drużyny z okresu przedwojennego.